# Напо (провинция)
Напо (исп. Napo) — одна из провинций Эквадора, расположена на востоке центральной части страны. Площадь составляет 11 431 км². Население на 2010 год — 103 697 человек, плотность населения — 9,07 чел./км². Административный центр — город Тена.

## Административное деление

Кантоны провинции Напо.

В административном отношении провинция подразделяется на 5 кантонов:
| № | Флаг | Кантон                                                    | Население, чел. (2010) | Административный центр                                    |
| - | ---- | --------------------------------------------------------- | ---------------------- | --------------------------------------------------------- |
| 1 |      | Арчидона (Archidona)                                      | 24 969                 | Арчидона (Archidona)                                      |
| 2 |      | Карлос-Хулио-Аросемена-Тола (Carlos Julio Arosemena Tola) | 3 664                  | Карлос-Хулио-Аросемена-Тола (Carlos Julio Arosemena Tola) |
| 3 |      | Эль-Чако (El Chaco)                                       | 7 960                  | Эль-Чако (El Chaco)                                       |
| 4 |      | Кихос (Quijos)                                            | 6 224                  | Баэса (Baeza)                                             |
| 5 |      | Тена (Tena)                                               | 60 880                 | Тена (Tena)                                               |